# Démanty noci (film)
Démanty noci je český film natočený režisérem Janem Němcem v roce 1964. Snímek vypráví o dvou židovských chlapcích (Ladislav Janský, Antonín Kumbera) uprchlých z transportu do koncentračního tábora. Chlapci se snaží dostat domů, cesta je však nebezpečná. Film byl natočen podle námětu ze stejnojmenné knihy Arnošta Lustiga. Film vyrobilo Filmové studio Barrandov.

## Obsazení
- Ladislav Janský
- Antonín Kumbera
- Ilse Bischofová
- Jan Říha
- Ivan Aič